# Liste der Stolpersteine in Mannheim
Die Liste der Stolpersteine in Mannheim führt die vom Künstler Gunter Demnig verlegten Stolpersteine in der Stadt Mannheim auf. In der Quadratestadt sind mittlerweile 311 Stolpersteine verlegt (Stand: September 2024).

## Liste
| Adresse                                                           | Name                        | Inschrift | Verlegedatum     | Bild                                    |
| ----------------------------------------------------------------- | --------------------------- | --- | ---------------- | --------------------------------------- |
| A1 (vor dem Landgericht) (Standort)                               | Heinrich Wetzlar            | Hier wirkte Dr. Heinrich Wetzlar Jg. 1868 deportiert 1943 ermordet 1943 in Theresienstadt                                                                        |                  |                                         |
| A1 (vor dem Landgericht) (Standort)                               | Sigmund Strauss             | Hier wirkte Dr. Sigmund Strauss Jg. 1867 deportiert 21.8.1942 ermordet 1942 in Theresienstadt                                                                    |                  |                                         |
| A2, 5 (Standort)                                                  | Kurt Steiner                | Hier wohnte Kurt Steiner Jg. 1898 Spanien 1933–1939 internationale Brigaden interniert 1939 Gurs, Drancy 1942 Auschwitz ermordet                                 |                  | Stolperstein Kurt Steiner               |
| A3, 6 (Standort)                                                  | Fritz Stern                 | Hier wohnte Fritz Stern Jg. 1886 "Schutzhaft" 1938 Dachau deportiert 1940 Gurs interniert Rivesaltes befreit / überlebt                                          |                  | Stolperstein Fritz Stern                |
| A3, 6 (Standort)                                                  | Joseph Wertheim             | Hier wohnte Joseph Wertheim Jg. 1922 deportiert 1940 Gurs interniert Rivesaltes geflohen Résistance ermordet 1.6.1944                                            |                  | Stolperstein Josef Wertheim             |
| A3, 6 (Standort)                                                  | Leo Lewisohn                | Hier wohnte Leo Lewisohn Jg. 1880 "Schutzhaft" 1938 Dachau deportiert 1940 Gurs interniert Drancy 1942 Auschwitz ermordet                                        |                  | Stolperstein Leo Lewisohn               |
| Acherner Str. 28                                                  | Paul Locherer               | Hier wohnte Paul Locherer Jg. 1903 im Widerstand verhaftet 1939 Zuchthaus überlebt                                                                               |                  |                                         |
| Almenstr. 18 (Standort)                                           | Friederike Wild             | Hier wohnte Friederike Wild Geb. Kempf Jg. 1877 eingewiesen 1943 Heilanstalt Wiesloch ermordet 1944 in Hadamar Aktion T4                                         |                  |                                         |
| Augartenstr. 74 (Standort)                                        | Lilli Antonia Hoppe         | Hier wohnte Lilli Antonia Hoppe JG 1901 Eingewiesen Heilanstalt Wiesloch verlegt 20.11.1940 Grafeneck Ermordet 20.11.1940 Aktion T4                              |                  | Stolperstein Lilli Antonia Hoppe        |
| Augustaanlage 63 (Standort)                                       | Anna Henriette Reiss        | Hier wohnte Anna H Reiss geb. Bayertal Jg. 1890 Flucht 1938 Frankreich Holland interniert Westerbork deportiert 1944 Bergen-Belsen Ermordet 24.11.1944           |                  | Stolperstein Anna H. Reiss              |
| Augustaanlage 63 (Standort)                                       | Karl Bernhard Reiss         | Hier wohnte Karl Bernhard Reiss Jg. 1883 Flucht 1938 Frankreich Holland interniert Westerbork deportiert 1944 Bergen-Belsen Ermordet 3.3.1945                    |                  | Stolperstein Karl Bernhard Reiss        |
| Augustaanlage 63 (Standort)                                       | Dr. Alfred Karl Sachs       | Hier wohnte Dr. Albert Sachs Jg. 1863 Berufsverbot 1933 Deportiert 1940 Gurs tot 10.11.1940                                                                      |                  | Stolperstein Dr Alfred Sachs            |
| B1, 9 (Standort)                                                  | Max Mühlfelder              | Hier wohnte Max Mühlfelder Jg. 1888 deportiert 1940 Gurs interniert Drancy 1942 Auschwitz ermordet                                                               |                  | Stolperstein Max Mühlfelder             |
| B7, 3 (gegenüber B6)                                              | Friederike Rogo             | Hier wirkte Friederike Rogo Jg. 1912 deportiert 1943 Auschwitz ermordet                                                                                          |                  |                                         |
| Bassermannstr. 49 (Standort)                                      | Ernestine Marx              | Hier wirkte Ernestine Marx geb. Hess Jg. 1869 deportiert 1940 Gurs tot 1.2.1944 Macon                                                                            |                  | Stolperstein Ernestine Marx             |
| Bassermannstr. 49 (Standort)                                      | Jenny Mayer                 | Hier wirkte Jenny Mayer geb. Marx Jg. 1906 deportiert 1940 Gurs interniert Drancy 1942 Auschwitz ermordet                                                        |                  | Stolperstein Jenny Mayer                |
| Blütenweg 11 (Standort)                                           | Karl Ludwig Gräsle          | Hier wohnte Karl Ludwig Gräsle Jg. 1906 im Widerstand/KPD verhaftet 1933 Heuberg Zuchthaus Ludwigsburg 1938 Sachsenhausen befreit                                |                  |                                         |
| Böcklinstraße 86                                                  | Jenny Brandt                | |                  |                                         |
| Böcklinstraße 86                                                  | Leo Brandt                  | |                  |                                         |
| Böcklinstraße 86                                                  | Rudolf Brandt               | |                  |                                         |
| Böcklinstraße 86                                                  | Dr. Julius Isaak Steinfeld  | |                  |                                         |
| Böcklinstraße 86                                                  | Adele Stern                 | |                  |                                         |
| Böcklinstraße 86                                                  | Richard Stern               | |                  |                                         |
| Boveristraße 22                                                   | Robert Schmoll              | |                  |                                         |
| Bühler Straße 7                                                   | Ludwig Ruf                  | Hier wohnte Ludwig Ruf Jg. 1889 im Widerstand verhaftet 1936 Landesgefängnis Mannheim tot 30.5.1936                                                              |                  |                                         |
| C1, 9 (Standort)                                                  | Ernst Leopold Barsdorf      | Hier wohnte Ernst Leopold Barsdorf Jg. 1876 Flucht 1940 USA |                  | Stolperstein Ernst Leopold Barsdorf     |
| C1, 9 (Standort)                                                  | Fanny Barsdorf              | Hier wohnte Fanny Barsdorf geb. Putzel Jg. 1888 Flucht 1940 USA                                                                                                  |                  | Stolperstein Fanny Barsdorf             |
| C1, 9 (Standort)                                                  | Hans Julius Barsdorf        | Hier wohnte Hans Julius Barsdorf Jg. 1919 Flucht 1937 USA |                  | Stolperstein Hans Julius Barsdorf       |
| C2, 4 (Standort)                                                  | Else Bartosch               | Hier wohnte Else Bartosch geb. Marx Jg. 1898 deportiert 1943 ermordet in Auschwitz                                                                               |                  | Stolperstein Else Sartosch              |
| Collinistraße 20 (Standort)                                       | Paul Eppstein               | Hier wohnte Paul Eppstein Jg. 1902 deportiert 1943 Theresienstadt ermordet 28.9.1944                                                                             |                  |                                         |
| Collinistraße 20 (Standort)                                       | Hedwig Eppstein             | Hier wohnte Hedwig Eppstein Jg. 1903 deportiert 1943 Theresienstadt ermordet 30.10.1944 Auschwitz                                                                |                  |                                         |
| Collinistraße 47                                                  | Martha Baldauf              | |                  |                                         |
| Corneliusstraße 19                                                | Ilse Klußmann               | |                  |                                         |
| D7, 8 (gegenüber E7)                                              | Jenny Dreifuß               | Hier lehrte Jenny Dreifuss Jg. 1893 vor Deportation Flucht in den Tod 22.10.1940                                                                                 |                  |                                         |
| E2, 18 (gegenüber E1)                                             | Edmund Stern                | Hier wohnte Dr. Edmund Stern Jg. 1862 Praxisboykott 1933 eingewiesen 1940 Heilanstalt deportiert 1942 Theresienstadt tot 7.9.1942                                |                  |                                         |
| Eisenstraße 8 (Standort)                                          | Ruth Hennhöfer              | Hier wohnte Ruth Hennhöfer Jg. 1932 eingewiesen 16.9.1943 Heilanstalt Eichberg 'verlegt' 30.8.1944 Kalmenhof/Idstein 'Kinderfachabteilung' ermordet 23.9.1944    |                  |                                         |
| F1, 11 (Standort)                                                 | Franz Rosenthal             | Hier amtierte Rabbiner Franz Rosenthal Jg. 1911 verhaftet 1938 Buchenwald entlassen Flucht 1939 USA überlebt                                                     |                  |                                         |
| F2, 10 (gegenüber F3) (Standort)                                  | Heinrich Kaufmann           | Hier wohnte Heinrich Kaufmann Jg. 1887 deportiert 1940 Gurs für tot erklärt                                                                                      |                  |                                         |
| F2, 10 (gegenüber F3) (Standort)                                  | Lilli Kaufmann              | Hier wohnte Lilli Kaufmann Jg. 1884 deportiert 1942 Theresienstadt tot 3.9.1942                                                                                  |                  |                                         |
| F2, 10 (gegenüber F3) (Standort)                                  | Albert Dreifuss             | Hier wohnte Albert Dreifuss Jg. 1864 deportiert 1940 Gurs tot 31.10.1940 Lannemezan                                                                              |                  |                                         |
| F2, 10 (gegenüber F3) (Standort)                                  | Walter Siesel               | Hier wohnte Walter Siesel Jg. 1898 deportiert 1940 Gurs-Rivesaltes ermordet in Auschwitz                                                                         |                  |                                         |
| F2, 10 (gegenüber F3) (Standort)                                  | Amira Gezow                 | Hier wohnte Amira Gezow Geb. Siesel Jg. 1929 deportiert 1940 Gurs überlebt                                                                                       |                  |                                         |
| F2, 10 (gegenüber F3) (Standort)                                  | Ida Siesel                  | Hier wohnte Ida Siesel Geb. Bendix Jg. 1897 deportiert 1940 Gurs-Rivesaltes ermordet in Auschwitz                                                                |                  |                                         |
| F4, 6 (gegenüber F5)                                              | Wilhelm Hartnagel           | Hier wohnte Wilhelm Hartnagel Jg. 1914 verhaftet 25.9.1943 wegen ‘Plünderung’ hingerichtet 29.3.1944 Stuttgart                                                   | 7. Mai 2007      |                                         |
| F4, 6 (gegenüber F5)                                              | Wilhelmine Hartnagel        | Hier wohnte Wilhelmine Hartnagel Jg. 1920 verhaftet 25.9.1943 wegen ‘Beihilfe’ Zuchthaus Hagenau entlassen 1946                                                  | 7. Mai 2007      |                                         |
| F4, 17 (gegenüber F5)                                             | Herbert Klingmann           | Hier wohnte Herbert Klingmann Jg. 1904 verhaftet 1940 Dachau tot 11.8.1940                                                                                       |                  |                                         |
| F5, 25 (F5,1)                                                     | Walter Blum                 | |                  |                                         |
| F5, 25 (F5,1)                                                     | Arthur Kohn                 | Hier wohnte Arthur Kohn Jg. 1908 Flucht 1938 Uruguay | 3. März 2022     |                                         |
| F5, 25 (F5,1)                                                     | Martha Kohn                 | Hier wohnte Martha Kohn Geb. Feibermann Jg. 1910 Flucht 1938 Uruguay                                                                                             | 3. März 2022     |                                         |
| Fischerstraße 43 (Standort) (auf gegenüberliegender Straßenseite) | Karl Johann Gaisbauer       | Hier wohnte Karl Johann Gaisbauer Jg. 1916 eingewiesen 1938 Heilanstalt Wiesloch 'verlegt’ 20.6.1940 Grafeneck ermordet 20.6.1940 Aktion T4                      |                  |                                         |
| G3, 1                                                             | Lion Wohlgemuth             | Hier wohnte Lion Wohlgemuth Jg. 1871 gedemütigt / entrechtet Flucht in den Tod 15.10.1938                                                                        | 6. Okt. 2021     |                                         |
| G4, 19 (gegenüber G5)                                             | Philipp Geis                | Hier wohnte Philipp Geis Jg. 1899 im Widerstand ‘Schutzhaft’1933 Dachau verhaftet 1936 verurteilt 1937 Buchenwald tot 13.1.1940                                  | 11. Apr. 2013    |                                         |
| G6, 3 (Standort)                                                  | Salomon Zacharias           | Theaterdirektor Salomon Zacharias Jg. 1881 Berufsverbot Flucht 1939 Schweiz Tot 1939                                                                             |                  |                                         |
| G6, 3 (Standort)                                                  | Apollo-Theater              | 1898–1935 Apollo-Theater 1934 arisiert Abgerissen |                  |                                         |
| G7, 5 (Standort)                                                  | Karl Wolf                   | Hier wohnte Karl Wolf JG. 1881 'Schutzhaft' 1938 Buchenwald Deportiert 1940 Gurs Tot 7.1.1942 Rivesaltes                                                         |                  |                                         |
| G7, 5 (Standort)                                                  | Gertrud Wolf                | Hier wohnte Gertrud Wolf Geb. Rogozinski JG. 1884 Deportiert 1940 Gurs 1942 Auschwitz Ermordet                                                                   |                  |                                         |
| G7, 5 (Standort)                                                  | Laura Adelsheimer           | Hier wohnte Laura Adelsheimer JG. 1897 Deportiert 1940 Gurs Interniert Rivesaltes Drancy 1943 Auschwitz Ermordet                                                 |                  |                                         |
| G7, 5 (Standort)                                                  | Sami Adelsheimer            | Hier wohnte Sami Adelsheimer JG. 1938 Deportiert 1940 Gurs Interniert Rivesaltes 1942 Kinderhilfswerk Ose Palavas-Les-Flots, Izieu 1944 Auschwitz Ermordet       |                  |                                         |
| Goethestraße 18 (Standort)                                        | Eugen Dreifuss              | Hier wohnte Eugen Dreifuss Jg. 1886 Flucht Frankreich deportiert 1943 ermordet in Auschwitz                                                                      | 7. Mai 2007      |                                         |
| Goethestraße 18 (Standort)                                        | Bernhard Dreifuss           | Hier wohnte Bernhard Dreifuss JG. 1921 Flucht Frankreich deportiert 1943 ermordet in Majdanek                                                                    | 7. Mai 2007      |                                         |
| Goethestraße 18 (Standort)                                        | Rosa Dreifuss               | Hier wohnte Rosa Dreifuss geb. Ascher Jg. 1893 Flucht Frankreich deportiert 1943 ermordet Auschwitz                                                              | 7. Mai 2007      |                                         |
| Goethestraße 18 (Standort)                                        | Henriette "Henny" Dreifuss  | Hier wohnte Henriette "Henny" Dreifuss Jg. 1924 Flucht 1933 Frankreich Resistance überlebt                                                                       |                  | Stolperstein Henriette Dreifuss         |
| H7, 33                                                            | Gustav Elter                | |                  |                                         |
| H7, 33                                                            | Leie (Lina) Elter           | |                  |                                         |
| H7, 33                                                            | Salomon Elter               | |                  |                                         |
| H7, 33                                                            | Henriette Polak             | |                  |                                         |
| Hanns-Martin-Schleyer-Str. (Werksgelände)                         | Zdzislaw Szeliga            | |                  |                                         |
| Hauptstraße 66                                                    | Bertha Kahn                 | |                  |                                         |
| Hauptstraße 66                                                    | Gustav Kahn                 | |                  |                                         |
| Hauptstraße 83                                                    | Hans Heilig                 | |                  |                                         |
| Hebelstraße 9 (Standort)                                          | Paul Nikolaus Steiner       | Hier wohnte Paul Nikolaus Steiner Jg. 1894 Flucht 1993 Schweiz Flucht in den Tod 31.3.1933                                                                       |                  | Stolperstein Paul Nikolaus Steiner      |
| Hebelstraße 21 (Standort)                                         | Nanette Feitler             | Hier wohnte Nanette Feitler geb. Susmann Jg. 1867 vor Deportation Flucht in den Tod 22.10.1940                                                                   |                  | Stolperstein Nanette Feitler            |
| Heidestraße 20 (Standort)                                         | Rudolf Maus                 | Hier wohnte Jg. 1902 im Widerstand Lechleiter Gruppe verhaftet 1942 Gefängnis Mannheim Todesurteil 15.5.1942 hingerichtet 15.9.1942 Stuttgart                    |                  |                                         |
| Heinrich-Lanz-Straße 28 (Standort)                                | Henriette Wagner            | Hier wohnte Henriette Wagner Jg. 1883 im Widerstand verhaftet 1942 hingerichtet 24.2.1943 Stuttgart                                                              | 7. Mai 2007      |                                         |
| Heinrich-Lanz-Straße 34 (Standort)                                | Frieda Berger               | Hier wohnte Frieda Berger Jg. 1881 deportiert 1940 Gurs interniert Drancy 1942 Auschwitz ermordet                                                                |                  |                                         |
| Heinrich-Lanz-Straße 43 (Standort)                                | Ferdinand Maas              | Hier wohnte Ferdinand Maas Jg. 1889 verhaftet 1939 Sachsenhausen tot 1.5.1940                                                                                    |                  | Stolperstein Ferdinand Maas             |
| Helene-Lange-Schule / Fröbelseminar (Standort)                    | Dora Grünbaum               | Hier lehrte Dora Grünbaum Jg. 1879 Berufsverbot 1933 deportiert 1940 Gurs tot 16.11.1940                                                                         |                  | stolpersteine mannheim                  |
| Helene-Lange-Schule / Fröbelseminar (Standort)                    | Rosa Grünbaum               | Hier lehrte Rosa Grünbaum Jg. 1881 Berufsverbot 1933 deportiert 1940 Gurs ermordet 1942 in Auschwitz                                                             |                  | stolpersteine mannheim                  |
| Helene-Lange-Schule / Fröbelseminar (Standort)                    | Dr. Julius Moses            | Hier lehrte Dr. Julius Moses Jg. 1888 Flucht 1934 Palästina überlebt                                                                                             |                  | stolpersteine mannheim                  |
| Helene-Lange-Schule / Fröbelseminar (Standort)                    | Eugen Neter                 | Hier wohnte Dr. Eugen Neter Jg. 1876 deportiert 1940 Gurs befreit / überlebt                                                                                     |                  | stolpersteine mannheim                  |
| Hugo-Wolf-Straße 10 (Standort)                                    | Alfred Heppenheimer         | Alfred Heppenheimer Jg. 1923 Flucht 1939 USA |                  | Stolperstein Alfred Heppenheimer        |
| Hugo-Wolf-Straße 10 (Standort)                                    | Max Heppenheimer            | Hier wohnte Max Heppenheimer Jg. 1888 gedemütigt / entrechtet Flucht in den Tod 16.7.1935                                                                        |                  | Stolperstein Max Heppenheimer           |
| Hugo-Wolf-Straße 10 (Standort)                                    | Recha Heppenheimer          | Hier wohnte Recha Heppenheimer geb. Lehmann Jg. 1895 Flucht 1939 USA                                                                                             |                  | Stolperstein Recha Heppenheimer         |
| Hugo-Wolf-Straße 10 (Standort)                                    | Kurt Heppenheimer           | Kurt Heppenheimer Jg. 1920 Flucht 1937 USA |                  | Stolperstein Kurt Heppenheimer          |
| Humboldtstraße 1                                                  | Luise Dörsam                | |                  |                                         |
| K2, 25 (gegenüber K3)                                             | Siegfried Rosenzweig        | Hier wohnte Siegfried Rosenzweig Jg. 1894 ‘Schutzhaft’ 1938 Dachau deportiert 1940 Gurs 1942 Auschwitz ermordet                                                  |                  |                                         |
| K2, 25 (gegenüber K3)                                             | Hedwig Rosenzweig           | Hier wohnte Hedwig Rosenzweig Jg. 1891 deportiert 1940 Gurs Rivesaltes 1942 Auschwitz ermordet                                                                   |                  |                                         |
| K3, 26                                                            | Alexander Wassermann        | |                  |                                         |
| K3, 26                                                            | Mathilde Wassermann         | |                  |                                         |
| Käfertalstraße 38                                                 | Friedrich Abel              | Hier wohnte Friedrich Abel Jg. 1891 verhaftet 1934 und 36 erhängt aufgefunden 22.07.1936 in Untersuchungshaft                                                    |                  |                                         |
| Kaiserring 18 (Standort)                                          | Markus Weil                 | Hier wohnte Dr. Hans Weil Jg. 1898 Berufsverbot Flucht 1936 USA                                                                                                  |                  |                                         |
| Kolpingstraße 6 (Standort)                                        | Alfred Bodenheimer          | Hier wohnte Alfred Bodenheimer Jg. 1871 gedemütigt/entrechtet vor Deportation Flucht in den Tod 22. Okt. 1940                                                    |                  | Stolperstein Otto Straus                |
| Kolpingstraße 6 (Standort)                                        | Klara Scharff               | Hier wohnte Klara Scharff geb. Straus Jg. 1876 gedemütigt/entrechtet vor Deportation Flucht in den Tod 22. Okt. 1940                                             |                  | Stolperstein Karla Scharff              |
| Kolpingstraße 6 (Standort)                                        | Otto Straus                 | Hier wohnte Otto Straus Jg. 1876 gedemütigt/entrechtet vor Deportation Flucht in den Tod 22. Okt. 1940                                                           |                  | Stolperstein Otto Straus                |
| Kirchenstraße 4 (Standort)                                        | Samuel Liebermensch         | |                  |                                         |
| Königsberger Allee (Standort)                                     | Gustav Steinbach            | Hier wohnte Gustav Steinbach Jg. 1914 deportiert 1942 Auschwitz, Ravensbrück Sachsenhausen 1945 Strafdivision 'Dirlewanger' überlebt                             |                  |                                         |
| Königsberger Allee (Standort)                                     | Katharina Steinbach         | Hier wohnte Katharina Steinbach geb. Schenk Jg. 1918 deportiert 1943 Auschwitz, Ravensbrück Mauthausen Bergen-Belsen befreit                                     |                  |                                         |
| Königsberger Allee (Standort)                                     | Carmen Margarethe Steinbach | Hier wohnte Carmen Margarethe Steinbach Jg. 1937 deportiert 1943 Auschwitz, Ravensbrück Mauthausen Bergen-Belsen ermordet April 1945                             |                  |                                         |
| Königsberger Allee (Standort)                                     | Gregor Steinbach            | Hier wohnte Gregor Steinbach Jg. 1939 deportiert 1943 Auschwitz, Ravensbrück Mauthausen Bergen-Belsen befreit                                                    |                  |                                         |
| Königsberger Allee (Standort)                                     | Mathias Steinbach           | Hier wohnte Mathias Steinbach Jg. 1941 deportiert 1943 ermordet in Auschwitz                                                                                     |                  |                                         |
| Königsberger Allee (Standort)                                     | Siegfried Steinbach         | Hier wohnte Siegfried Steinbach geboren 19.9.1944 in Ravensbrück Mauthausen Bergen-Belsen ermordet April 1945                                                    |                  |                                         |
| Kriegerstraße 28                                                  | Wladyslaw Kostrzenski       | Dr. Wladyslaw Kostrzenski Jg. 1922 Polen Dachau 1944 Sandhofen geflohen Gestapolager Langenzenn Flossenbürg befreit                                              |                  |                                         |
| Kriegerstraße 28                                                  | Marian Krainski             | Marian Krainski Jg. 1914 Zwangsarbeit wegen 'Sabotage' von SS gehenkt 4.1.1945                                                                                   |                  |                                         |
| Kriegerstraße 28                                                  | Mieczyslaw Slowik           | Mieczyslaw Slowik Jg. 1910 Zwangsarbeit Daimler Benz nach Fluchtversuch von SS ermordet 17.12.1944                                                               |                  |                                         |
| Kriegerstraße 28                                                  | Tadeusz Wisniewski          | Tadeusz Wisniewski Jg. 1922 Zwangsarbeit Daimler Benz von SS erschossen 15.12.1944                                                                               |                  |                                         |
| L7, 5 (Standort)                                                  | Dr. Walther Katz            | Hier wohnte Dr. Walther Katz Jg. 1892 "Schutzhaft" 1938 Dachau deportiert 1940 Gurs interniert Drancy 1942 Auschwitz ermordet                                    |                  | Stolperstein Dr. Walther Katz           |
| L8,16 (Standort)                                                  | Wilhelm Berg                | Hier wohnte Wilhelm Berg Jg. 1889 ‘Schutzhaft’ 1938 Dachau deportiert 1940 Gurs interniert Drancy 1942 Auschwitz ermordet                                        |                  |                                         |
| L10, 11 (Standort)                                                | Luise Gütermann             | Hier wohnte Luise Gütermann geb. Feitel Jg. 1893 Flucht 1938 Frankreich interniert 1940 Gurs Flucht 1942 Uruguay                                                 |                  |                                         |
| L14, 5 (Standort)                                                 | Julius Löbmann              | Hier wohnte Julius Löbmann Jg. 1892 deportiert 1940 Gurs interniert Les Milles Flucht überlebt                                                                   |                  |                                         |
| L14, 5 (Standort)                                                 | Mathilde Löbmann            | Hier wohnte Mathilde Löbmann geb. Wertheimer Jg. 1899 deportiert 1940 Gurs interniert Drancy 1942 Auschwitz ermordet                                             |                  |                                         |
| L14, 5 (Standort)                                                 | Fritz Löbmann               | Hier wohnte Fritz Löbmann Jg. 1929 deportiert 1940 Gurs interniert Marseille 1941 Kinderhilfswerk Ose Château Montintin, Izieu 1944 Auschwitz ermordet           |                  |                                         |
| L12, 11 (Standort)                                                | Sofie Weil                  | Hier wohnte Sofie Weil Jg. 1884 deportiert 1940 Gurs interniert Drancy 1942 Auschwitz ermordet                                                                   |                  | Stolperstein Sofie Weil                 |
| L12, 11 (Standort)                                                | Selma Weil                  | Hier wohnte Selma Weil Jg. 1889 deportiert 1940 Gurs interniert Drancy 1942 Auschwitz ermordet 31.8.1942                                                         |                  | Stolperstein Selma Weil                 |
| Lameystraße 4 (Standort)                                          | Clementine Metzger          | Hier wohnte Clementine Metzger Jg. 1879 deportiert 1940 Gurs interniert Drancy 1942 Auschwitz ermordet                                                           |                  |                                         |
| Lameystraße 4 (Standort)                                          | Hedwig Metzger              | Hier wohnte Hedwig Metzger Jg. 1877 deportiert 1940 Gurs interniert Drancy 1942 Auschwitz ermordet                                                               |                  |                                         |
| Lameystraße 4 (Standort)                                          | Rolf Zimmern                | Hier wohnte Rolf Zimmern Jg. 1901 deportiert 1940 ermordet 1942 in Auschwitz                                                                                     |                  |                                         |
| Lameystraße 4 (Standort)                                          | Thekla Zimmern              | Hier wohnte Thekla Zimmern geb. Rosenheim Jg. 1877 deportiert 1940 ermordet 1942 in Auschwitz                                                                    |                  |                                         |
| Lameystraße 7a (Standort)                                         | Julius Josef Kahn           | Hier wohnte Julius Josef Kahn Jg. 1862 deportiert 1940 Gurs tot 1.12.1940                                                                                        |                  | Stolperstein Julius Josef Kahn          |
| Lameystraße 13 (Standort)                                         | Anna Neuberger              | Hier wohnte Anna Neuberger Jg. 1897 deportiert 1940 ermordet 1942 in Auschwitz                                                                                   |                  |                                         |
| Lameystraße 13 (Standort)                                         | Emilie Neuberger            | Hier wohnte Emilie Neuberger geb. Weil Jg. 1861 deportiert tot 1940 in Gurs                                                                                      |                  |                                         |
| Lameystraße 13 (Standort)                                         | Martha Neuberger            | Hier wohnte Martha Neuberger Jg. 1890 deportiert 1940 ermordet 1942 in Auschwitz                                                                                 |                  |                                         |
| Lameystraße 13 (Standort)                                         | Berta Weil                  | Hier wohnte Berta Weil Jg. 1866 deportiert 1940 tot 1941 in Gurs                                                                                                 |                  |                                         |
| Langstraße 24                                                     | Ernestine Else Dreyfuss     | |                  |                                         |
| Langstraße 24                                                     | Theodor Dreyfuss            | |                  |                                         |
| Langstraße 24                                                     | Berta Rogo                  | |                  |                                         |
| Langstraße 24                                                     | Michael Rogo                | |                  |                                         |
| Lanzstraße                                                        | Eugen Biehler               | Hier arbeitete Eugen Biehler Jg. 1902 Im Widerstand verhaftet 1933 Dachau Ravensbrück ermordet 5.5.1942                                                          |                  |                                         |
| Lanzstraße                                                        | Hans Heck                   | Hier arbeitete Hans Heck Jg. 1906 Im Widerstand Schutzhaft 1933 verhaftet 1942 Gefängnis Mannheim tot 14.7.1942                                                  |                  |                                         |
| Lanzstraße                                                        | Anton Kurz                  | Hier arbeitete Anton Kurz Jg. 1906 Im Widerstand verhaftet 1930 + 1942 Hingerichtet 15.9.1942 Gefängnis Stuttgart                                                |                  |                                         |
| Lanzstraße                                                        | Ludwig Moldrzyk             | Hier arbeitete Ludwig Moldrzyk Jg. 1899 Im Widerstand verhaftet 1933 + 1942 KZ Ankenbuch 'Hochverrat' Hingerichtet 15.9.1942 Gefängnis Stuttgart                 |                  |                                         |
| Lanzstraße                                                        | Bruno Rüffer                | Hier arbeitete Bruno Rüffer Jg. 1901 Im Widerstand verhaftet 1942 Hingerichtet 24.2.1943 Gefängnis Stuttgart                                                     |                  |                                         |
| Lanzstraße                                                        | Ekaterina Semak             | |                  |                                         |
| Lanzstraße                                                        | Eugen Sigrist               | |                  |                                         |
| Leibnizstraße 1 (Standort)                                        | Max Herbert Selig           | Hier wohnte Max Herbert Selig Jg. 1893 deportiert 1940 Gurs interniert Drancy 1942 Auschwitz ermordet                                                            |                  | Stolpersteine Selig Familie             |
| Leibnizstraße 1 (Standort)                                        | Alice Selig                 | Hier wohnte Alice Selig geb. Kahn Jg. 1893 deportiert 1940 Gurs interniert Drancy 1942 Auschwitz ermordet                                                        |                  | Stolpersteine Selig Familie             |
| Leibnizstraße 20 (Standort)                                       | Dr. Fritz Siegfried Bing    | Hier wohnte Dr. Fritz Siegfried Bing Jg. 1882 Flucht 1934 Holland interniert Westerbork deportiert 1942 Auschwitz ermordet 30.9.1942                             |                  | Stolperstein Dr. Fritz Siegfried Bing   |
| Leibnizstraße 20 (Standort)                                       | Margaretha "Greie" Bing     | Hier wohnte Margaretha "Greie" Bing geb. Hachenburg Jg. 1890 Flucht 1934 Holland interniert Westerbork deportiert 1942 Auschwitz ermordet 9.8.1942               |                  | Stolperstein Margaretha Bing            |
| Leibnizstraße 20 (Standort)                                       | Heinz Wolfgang Bing         | Hier wohnte Heinz Wolfgang Bing Jg. 1922 Flucht 1934 Holland interniert Westerbork deportiert 1942 Auschwitz ermordet 30.9.1942                                  |                  | Stolperstein Heinz Wolfgang Bing        |
| Leibnizstraße 20 (Standort)                                       | Albert Felix Bing           | Hier wohnte Albert Felix Bing Jg. 1919 Flucht 1934 Holland tot 11.10.1935 Den Haag                                                                               |                  | Stolperstein Albert Felix Bing          |
| Leibnizstraße 24 (Standort)                                       | Dr. Paul Ludwig Jordan      | Hier wohnte Dr Paul Ludwig Jordan Jg. 1883 Berufsverbot freiwillig verzogen 1935 Heidelberg Flucht in den Tod 15.7.1940                                          |                  | Stolperstein Dr Paul Ludwig Jordan      |
| M6 (Lauersche Gärten) (Standort)                                  | Adolf Doland                | Hier erschossen 28.3.1945 Adolf Doland Jg. 1883 hisste die Weisse Fahne                                                                                          |                  |                                         |
| M6 (Lauersche Gärten) (Standort)                                  | Hermann Adis                | Hier erschossen 28.3.1945 Hermann Adis Jg. 1886 hisste die Weisse Fahne                                                                                          |                  |                                         |
| M6 (Lauersche Gärten) (Standort)                                  | Erich Paul                  | Hier erschossen 28.3.1945 Erich Paul Jg. 1898 hisste die Weisse Fahne                                                                                            |                  |                                         |
| M7, 23 (Standort)                                                 | Lilly Oppenheimer           | Hier wohnte Lilly Oppenheimer Jg. 1892 deportiert 1940 Gurs tot                                                                                                  |                  |                                         |
| Meerfeldstraße 4 a (Standort) (Am Ende der Rheindammstraße)       | Marianne Cohn               | Hier wohnte Marianne Cohn Jg. 1922 im Widerstand in Frankreich 1944 verhaftet und ermordet                                                                       |                  | Stolperstein Marianne Cohn              |
| Mittelstraße Ecke Lupinenstraße ⊙                                 | Rosa Eckel                  | Hier wohnte Rosa Eckel Jg. 1913 verhaftet 1943 hingerichtet 22.12.1943 Gefängnis Stuttgart                                                                       | 25. Feb. 2009    |                                         |
| Mittelstraße Ecke Lupinenstraße ⊙                                 | Margarethe Stögbauer        | Hier wohnte Margarethe Stögbauer Jg. 1914 verhaftet 1943 hingerichtet 22.12.1943 Gefängnis Stuttgart                                                             | 25. Feb. 2009    |                                         |
| Mittelstraße 4                                                    | Gustav Dieter               | Hier wohnte Gustav Dieter Jg. 1906 im Widerstand verhaftet 1935 Zuchthaus Bruchsal tot 18.3.1936                                                                 |                  | Stolperstein (Gustav Dieter)            |
| Mönchwörthstraße 51 (Standort)                                    | Jakob Baumann               | Hier wohnte Jakob Baumann Jg. 1893 mehrmals verhaftet zuletzt 1937 wegen Hochverrat Zuchthaus Hohenasperg befreit / überlebt                                     |                  |                                         |
| Mollstr.                                                          | Moritz Steiner              | |                  |                                         |
| Mollstraße 32 (Standort)                                          | Albert Platz                | Hier wohnte Albert Platz Jg. 1879 deportiert 1940 Gurs interniert Drancy 1942 Auschwitz ermordet                                                                 |                  | Stolperstein Albert Platz               |
| Mollstraße 32 (Standort)                                          | Irma Platz geb. Kahn        | Hier wohnte Irma Platz geb. Kahn Jg. 1879 deportiert 1940 Gurs interniert Drancy 1942 Auschwitz ermordet                                                         |                  | Stolperstein Irma Platz                 |
| Moltkestraße 6 (Standort)                                         | Josef Traub                 | Hier wohnte Josef Traub Jg. 1861 deportiert 1940 Gurs tot 15.12.1940                                                                                             |                  |                                         |
| Moltkestraße 6 (Standort)                                         | Betty Traub                 | Hier wohnte Betty Traub geb. Rothschild Jg. 1869 deportiert 1940 Gurs interniert Noé überlebt                                                                    |                  |                                         |
| Moltkestraße 6 (Standort)                                         | Hedwig Traub                | Hier wohnte Hedwig Traub Jg. 1898 deportiert 1940 Gurs interniert Drancy 1942 Auschwitz ermordet                                                                 |                  |                                         |
| Moltkestraße 6 (Standort)                                         | Gertrud Traub               | Hier wohnte Gertrud Traub Jg. 1900 deportiert 1940 Gurs interniert Drancy 1942 Auschwitz ermordet                                                                |                  |                                         |
| N2, 4 (Standort)                                                  | Otto Selz                   | Hier wohnte und lehrte Otto Selz Jg. 1881 verhaftet 1938 KZ Dachau Flucht Holland interniert Westerbork deportiert 1943 ermordet 1943 in Auschwitz               |                  |                                         |
| N2, 8 (gegenüber O2) (Standort)                                   | Johanna Eis                 | Hier wohnte Johanna Eis Geb. Wallenstein Jg. 1875 deportiert 1940 Gurs Flucht / überlebt                                                                         |                  |                                         |
| N3, 9 (gegenüber O3) (Standort)                                   | Viktor Link                 | Hier wohnte Viktor Link Jg. 1894 denunziert erschossen 11.9.1944                                                                                                 |                  |                                         |
| Otto-Siffling-Straße 23                                           | Max Winterhalter            | Hier wohnte Max Winterhalter Jg. 1902 im Widerstand Lechleiter Gruppe verhaftet 1942 Gefängnis Mannheim Todesurteil 15.5.1942 hingerichtet 15.5.1942 Stuttgart   |                  |                                         |
| P7, 22 (Standort)                                                 | Julius Droller              | Hier wohnte Julius Droller Jg. 1878 Flucht 1933 Holland interniert Westerbork deportiert 1944 Theresienstadt ermordet 7.7.1944 Auschwitz                         |                  |                                         |
| P7, 22 (Standort)                                                 | Emma Droller                | Hier wohnte Emma Droller geb. Simons Jg. 1884 Flucht 1933 Holland interniert Westerbork deportiert 1944 Theresienstadt ermordet 7.7.1944 Auschwitz               |                  |                                         |
| P7, 22 (Standort)                                                 | Alice Droller               | Hier wohnte Alice Droller Jg. 1907 Flucht 1933 Schweiz 1933 Frankreich 1934 Holland interniert Westerbork deportiert 1942 ermordet in Auschwitz                  |                  |                                         |
| P7, 22 (Standort)                                                 | Sofie Lotte Kullmann        | Hier wohnte Sofie Lotte Kullmann geb. Droller Jg. 1910 Flucht Holland mit Hilfe überlebt                                                                         |                  |                                         |
| P7, 22 (Standort)                                                 | Felix Droller               | Hier wohnte Felix Droller Jg. 1912 Flucht Frankreich verhaftet in Paris zwangsrekrutiert Fremdenlegion Afrika/befreit                                            |                  |                                         |
| P7, 22 (Standort)                                                 | Oskar Droller               | Hier wohnte Oskar Droller Jg. 1916 Flucht 1933 Frankreich Holland interniert Westerbork deportiert 1942 Auschwitz ermordet 30.9.1942                             |                  |                                         |
| P7, 22 (Standort)                                                 | Franz Joachim Droller       | Hier wohnte Franz Joachim Droller Jg. 1921 Flucht 1933 Holland interniert Westerbork deportiert 1944 Bergen-Belsen ermordet 10.4.1945                            |                  |                                         |
| P7, 23 (Standort)                                                 | Dr. Paul Siegfried Meyer    | Hier wohnte Dr. Paul Siegfried Meyer Jg. 1896 Flucht 1935 Palästina                                                                                              |                  |                                         |
| P7, 23 (Standort)                                                 | Anni Therese Meyer          | Hier wohnte Anni Therese Meyer geb. Schlesinger Jg. 1903 Flucht 1935 Palästina                                                                                   |                  |                                         |
| P7, 23 (Standort)                                                 | Fritz Heinrich Meyer        | Hier wohnte Fritz Heinrich Meyer Jg. 1926 Flucht 1935 Palästina                                                                                                  |                  |                                         |
| P7, 23 (Standort)                                                 | Konrad Emil Meyer           | Hier wohnte Konrad Emil Meyer Jg. 1930 Flucht 1935 Palästina |                  |                                         |
| Philipp-Brunnemer-Weg 3 (Standort)                                | Philipp Brunnemer           | Hier wohnte Philipp Brunnemer Jg. 1867 im Widerstand Lechleiter Gruppe verhaftet 1942 Gefängnis Mannheim Todesurteill 15.5.1942 hinterichtet 15.9.1942 Stuttgart |                  |                                         |
| Rathenaustraße 1 (Standort)                                       | Samuel Billigheimer         | Hier wohnte Samuel Billigheimer Jg. 1889 Berufsverbot 1933 ‘Schutzhaft’ 1936 Dachau Flucht 1939 Australien überlebt                                              |                  |                                         |
| Rathenaustraße 1 (Standort)                                       | Fritz Horst Erlanger        | Hier wohnte Fritz Horst Erlanger Jg. 1903 Flucht 1934 Schweiz/Frankreich interniert Gurs deportiert Auschwitz ermordet 1944                                      |                  |                                         |
| Rathenaustraße 1 (Standort)                                       | Lina Erlanger               | Hier wohnte Lina Erlanger geb. Kuhn Jg. 1869 deportiert 1940 tot in Gurs                                                                                         |                  |                                         |
| Rathenaustraße 1 (Standort)                                       | Max Erlanger                | Hier wohnte Max Erlanger Jg. 1865 verhaftet 1938 Dachau tot an den Folgen 11.10.1940                                                                             |                  |                                         |
| Rathenaustraße 3 (Standort)                                       | Marie Luise Brink           | Hier wohnte Marie Luise Brink geb. Klopfer Jg. 1924 deportiert 1940 Gurs / Rivesaltes befreit Flucht Schweiz                                                     |                  |                                         |
| Rathenaustraße 3 (Standort)                                       | Ludwig Klopfer              | Hier wohnte Ludwig Klopfer Jg. 1892 deportiert 1940 Gurs / Rivesaltes interniert Drancy 1942 Auschwitz ermordet                                                  |                  |                                         |
| Rennershofstraße 13 (Standort)                                    | Hans Ludwig Seelig          | Hier wohnte Hans Ludwig Seelig Jg. 1917 Flucht 1935 Dänemark Palästina                                                                                           |                  |                                         |
| Renzstraße 3 (Standort)                                           | Olga Strauss                | Hier wohnte Olga Strauss geb. Simons Jg. 1879 vor Deportation flucht in den Tod tot 25.10.1940                                                                   |                  |                                         |
| Renzstraße 11 (Standort)                                          | Jakob Reiter                | Hier arbeitete Jakob Reiter Jg. 1888 denunziert verhaftet hingerichtet 8.5.1944 Zuchthaus Brandenburg                                                            |                  |                                         |
| Rheingoldstraße 8 (Standort)                                      | Benno Furchheimer           | Hier wohnte Benno Furchheimer Jg. 1885 'Schutzhaft’ 1938 Dachau verhaftet 1941 Schlossgefängnis Mannheim 1941 Dachau tot 3.6.1941                                |                  |                                         |
| Rheinhäuser Straße 12 (Standort)                                  | Ludwig Neischwander         | Hier wohnte Ludwig Neischwander Jg. 1904 im Widerstand verhaftet 1942 Zuchthaus Stuttgart hingerichtet 24.2.1943                                                 |                  |                                         |
| Rheinhäuserstraße 56 ⊙                                            | Georg Ehret                 | Hier wohnte Georg Ehret Jg. 1898 verhaftet 1943 Zuchthaus Stuttgart hingerichtet 15.1.1944                                                                       | 10. März 2010    |                                         |
| Richard-Wagner-Straße 8 (Standort)                                | Benno Freudenthaler         | Hier wohnte Benno Freudenthaler Jg. 1889 Flucht 1938 USA |                  | Stolperstein Benno Freudenthaler        |
| Richard-Wagner-Straße 8 (Standort)                                | Käte Freudenthaler          | Hier wohnte Käte Freudenthaler geb. Halle Jg. 1891 Flucht 1938 USA                                                                                               |                  | Stolperstein Käte Freudenthaler         |
| Richard-Wagner-Straße 8 (Standort)                                | Suse Freudenthaler          | Hier wohnte Suse Freudenthaler Jg. 1921 Flucht 1938 USA |                  | Stolperstein Suse Freudenthaler         |
| Richard-Wagner-Straße 8 (Standort)                                | Kurt Freudenthaler          | Hier wohnte Kurt Freudenthaler Jg 1922 Flucht 1938 USA |                  | Stolperstein Kurt Freudenthaler         |
| Richard-Wagner Straße 26 (Standort)                               | Mathilde Wolff              | Hier wohnte Mathilde Wolff geb. Neuwahl Jg. 1856 deportiert 1940 Gurs tot 5.9.1941                                                                               |                  | Stolperstein Mathilde Wolff             |
| Richard-Wagner Straße 26 (Standort)                               | Frieda Michel               | Hier wohnte Frieda Michel Geb. Wolff Jg. 1884 deportiert 22.10.1940 Gurs ermordet in Auschwitz                                                                   |                  |                                         |
| Richard-Wagner Straße 26 (Standort)                               | Otto Josef Michel           | Hier wohnte Otto Josef Michel Jg. 1879 deportiert 22.10.1940 Gurs ermordet in Auschwitz                                                                          |                  |                                         |
| Schlehenweg 9 (Standort)                                          | Daniel Seizinger            | Hier wohnte Daniel Seizinger Jg. 1887 im Widerstand Lechleiter Gruppe verhaftet 1942 Gefängnis Mannheim Todesurteil 15.5.1942 hingerichtet 15.9.1942 Stuttgart   |                  |                                         |
| Schulstraße 84 (Standort)                                         | Hans Jakob Eckermann        | Hier wohnte Hans Jakob Eckermann Jg. 1912 verhaftet 1940 Dachau tot 11.8.1940                                                                                    |                  |                                         |
| Schwetzinger Straße 108 (Standort)                                | Josef Rutz                  | Hier wohnte Josef Rutz Jg. 1898 verhaftet 1935 KZ Sachsenhausen erschossen 11.10.1944 Oranienburg                                                                |                  | Stolperstein Josef Rutz                 |
| Seckenheimer Straße 23 (Standort)                                 | Karl F. Liesecke            | Hier wohnte Karl F. Liesecke Jg. 1916 im Widerstand/KPD "schutzhaft" 1933 Flucht Spanien int. Brigaden tot 1937                                                  |                  | Stolperstein Karl Liesecke              |
| Seckenheimer Hauptstraße 86                                       | Walter Wassermann           | |                  |                                         |
| Seckenheimer Hauptstraße 183                                      | Arthur Baer                 | Hier wohnte Arthur Baer Jg. 1882 'Schutzhaft' 1938 Dachau Deportiert 1945 Theresienstadt Befreit                                                                 | 11. Oktober 2022 |                                         |
| Sophienstraße 20 (Standort)                                       | Henriette Reiss             | Hier wohnte Henriette Reiss Jg. 1884 deportiert 1940 Gurs interniert Drancy 1942 Auschwitz ermordet                                                              |                  | Stolperstein Henriette Reiss            |
| Sophienstraße 20 (Standort)                                       | Ludwig Reiss                | Hier wohnte Ludwig Reiss Jg. 1877 deportiert 1940 Gurs Krankenhaus Pau entlassen 7.12.1943 mit Hilfe befreit/überlebt                                            |                  | Stolperstein Ludwig Reiss               |
| Speyerer Straße 2 (Standort)                                      | Georges Henry               | Hier starb Georges Henry Jg. 1925 Frankreich Zwangsarbeiter Schutzraumverbot tot bei Bombenangriff 1.3.1945                                                      |                  |                                         |
| Speyerer Straße 2 (Standort)                                      | Roger Toussaint             | Hier starb Roger Toussaint Jg. 1927 Frankreich Zwangsarbeiter Schutzraumverbot tot bei Bombenangriff 1.3.1945                                                    |                  |                                         |
| Spinozastraße 10 (Standort)                                       | Anna Katz                   | Hier wohnte Anna Katz geb. Grundmann Jg. 1859 gedemütigt/entrechtet tot 11.1.1934                                                                                |                  | Stolperstein Anna Katz                  |
| St.-Bonifatius-Kirche                                             | Thaddäus Brunke             | Hier wirkte Thaddäus Brunke Kaplan Jg. 1903 verhaftet 1940 Dachau ermordet 5.8.1942                                                                              |                  |                                         |
| T4 (gegenüber T3, 14)                                             | Johann Faulhaber            | Hier wohnte Johann Faulhaber Jg. 1864 eingewiesen 1926 Heilanstalt Wiesloch ermordet 2.10.1940 in Heilanstalt Grafeneck                                          |                  |                                         |
| T6, 25                                                            | Lore Stern                  | Hier wohnte Lore Stern geb. Adler Jg. 1923 deportiert 1940 Gurs interniert Rivesaltes befreit / überlebt                                                         |                  |                                         |
| Traitteurstraße 24                                                | Josef Rutz                  | |                  |                                         |
| Traitteurstraße 41 (Standort)                                     | Wilhelm Otto Magin          | Hier wohnte Wilhelm Otto Magin Jg. 1893 verhaftet 1935 Zuchthaus Ludwigsburg ermordet 1.2.1943 KZ Dachau                                                         |                  | Stolperstein Wilhelm Otto Magin         |
| U1, 20 (Standort)                                                 | Ricka Marx                  | |                  |                                         |
| U6, 12                                                            | Willi Hirsch                | Hier wohnte Willi Hirsch Jg. 1899 verhaftet 1939 'Devisenvergehen' Gefängnis Mannheim 1942 Flossenbürg ermordet 27.5.1942                                        |                  |                                         |
| Wachtstraße 30                                                    | Gustav Grywatsch            | Hier wohnte Gustav Grywatsch Jg. 1899 im Widerstand Spanien 1937 intern. Brigaden tot 1937                                                                       |                  |                                         |
| Werderstraße 36 (Standort)                                        | Georg David Sally Reiss     | Hier wohnte Georg David Sally Reiss Jg. 1916 Flucht 1938 Holland verhaftet 1941 Mauthausen tot 23.10.1941                                                        |                  | Stolperstein Georg David Sally Reiss    |
| Werderstraße 36 (Standort)                                        | Paul Reiss                  | Hier wohnte Paul Reiss Jg. 1880 Flucht 1938 Holland interniert Westerbork deportiert 1944 Bergen-Belsen ermordet 7.6.1944                                        |                  | Stolperstein Paul Reiss                 |
| Werderstraße 48 (Standort)                                        | Maria Krehbiel-Darmstädter  | Hier wohnte Maria Krehbiel- Darmstädter Jg. 1892 deportiert 1940 Auschwitz ermordet 1943                                                                         |                  | Stolperstein Maria Krehbiel-Darmstädter |
| Wingertstraße 34 (Standort)                                       | Robert Schmoll              | Hier wohnte Robert Schmoll Jg. 1896 im Widerstand verhaftet 1942 Verteilung illegaler Schriften hingerichtet 15.9.1942 Justizgebäude Stuttgart                   |                  |                                         |
| Wörthstraße 16 (Standort)                                         | Erwin W. Strohmeier         | Hier wohnte Erwin W. Strohmeier Jg. 1907 im Widerstand/KPD Schutzhaft 1933 Gefängnis Flucht Spanien Int. Brigaden tot 1936 Madrid                                |                  |                                         |
| Zähringerstraße 80                                                | Otto Bauder                 | |                  |                                         |
| Lange Rötterstraße 22, Ecke Kleiststraße                          | Friedrich Dürr              | Hier wohnte Friedrich Dürr Jg. 1904 verhaftet 1935 Zuchthaus Bruchsal 1938 Dachau ermordet 28.4.1945                                                             |                  |                                         |
| Holzbauerstraße 3                                                 | Chaim Awstreich             | Hier wohnte Chaim Awstreich Jg. 1882 deportiert 1940 Gurs Majdanek ermordet 1943                                                                                 |                  |                                         |